# Bahnstrecke Münchberg–Zell
| Letzter Betriebstag im Bahnhof Sparneck, 25. September 1971 |                      |                  |                  |
| Streckennummer (DB): | 5026                 |                  |                  |
| Kursbuchstrecke (DB): | 418h (1946)          |                  |                  |
| Streckenlänge: | 10,15 km             |                  |                  |
| Spurweite: | 1435 mm (Normalspur) |                  |                  |
| Maximale Neigung: | 25 ‰                 |                  |                  |
| Streckengeschwindigkeit: | 60 km/h              |                  |                  |
| |                      |                  |                  |
| \| \| \| von Bamberg \| \| \| \| \| von Helmbrechts \| \| \| \| 0,0 \| Münchberg \| Münchberg \| \| \| \| nach Hof \| \| \| \| 1,0 \| Käsbachbrücke \| Käsbachbrücke \| \| \| \| Bundesstraße 289 \| \| \| \| 1,7 \| Umspannwerk \| Umspannwerk \| \| \| 2,7 \| Eiben \| Eiben \| \| \| 3,9 \| Weißdorf \| Weißdorf \| \| \| 4,6 \| Saalebrücke \| Saalebrücke \| \| \| 5,0 \| Pfarrbachbrücke \| Pfarrbachbrücke \| \| \| 7,5 \| Sparneck \| Sparneck \| \| \| 8,2 \| Reinersreuth \| Reinersreuth \| \| \| 10,2 \| Zell (Oberfr) \| Zell (Oberfr) \| |                      |                  |                  |
| Strecke |                      | von Bamberg      | von Bamberg      |
| Abzweig geradeaus und von links |                      | von Helmbrechts  | von Helmbrechts  |
| Bahnhof | 0,0                  | Münchberg        | Münchberg        |
| Abzweig geradeaus und nach links |                      | nach Hof         | nach Hof         |
| Brücke über Wasserlauf | 1,0                  | Käsbachbrücke    | Käsbachbrücke    |
| Bahnübergang |                      | Bundesstraße 289 | Bundesstraße 289 |
| | 1,7                  | Umspannwerk      | Umspannwerk      |
| Haltepunkt / Haltestelle (Strecke außer Betrieb) | 2,7                  | Eiben            | Eiben            |
| Bahnhof (Strecke außer Betrieb) | 3,9                  | Weißdorf         | Weißdorf         |
| Brücke über Wasserlauf (Strecke außer Betrieb) | 4,6                  | Saalebrücke      | Saalebrücke      |
| Brücke über Wasserlauf (Strecke außer Betrieb) | 5,0                  | Pfarrbachbrücke  | Pfarrbachbrücke  |
| Bahnhof (Strecke außer Betrieb) | 7,5                  | Sparneck         | Sparneck         |
| Haltepunkt / Haltestelle (Strecke außer Betrieb) | 8,2                  | Reinersreuth     | Reinersreuth     |
| Kopfbahnhof Streckenende (Strecke außer Betrieb) | 10,2                 | Zell (Oberfr)    | Zell (Oberfr)    |

Die Bahnstrecke Münchberg–Zell, auch „Waldsteinexpress“ oder im Volksmund „Bockela“ genannt, war eine Eisenbahnverbindung zwischen der Stadt Münchberg und der Gemeinde Zell, die über Weißdorf und Sparneck verlief.

## Geschichte

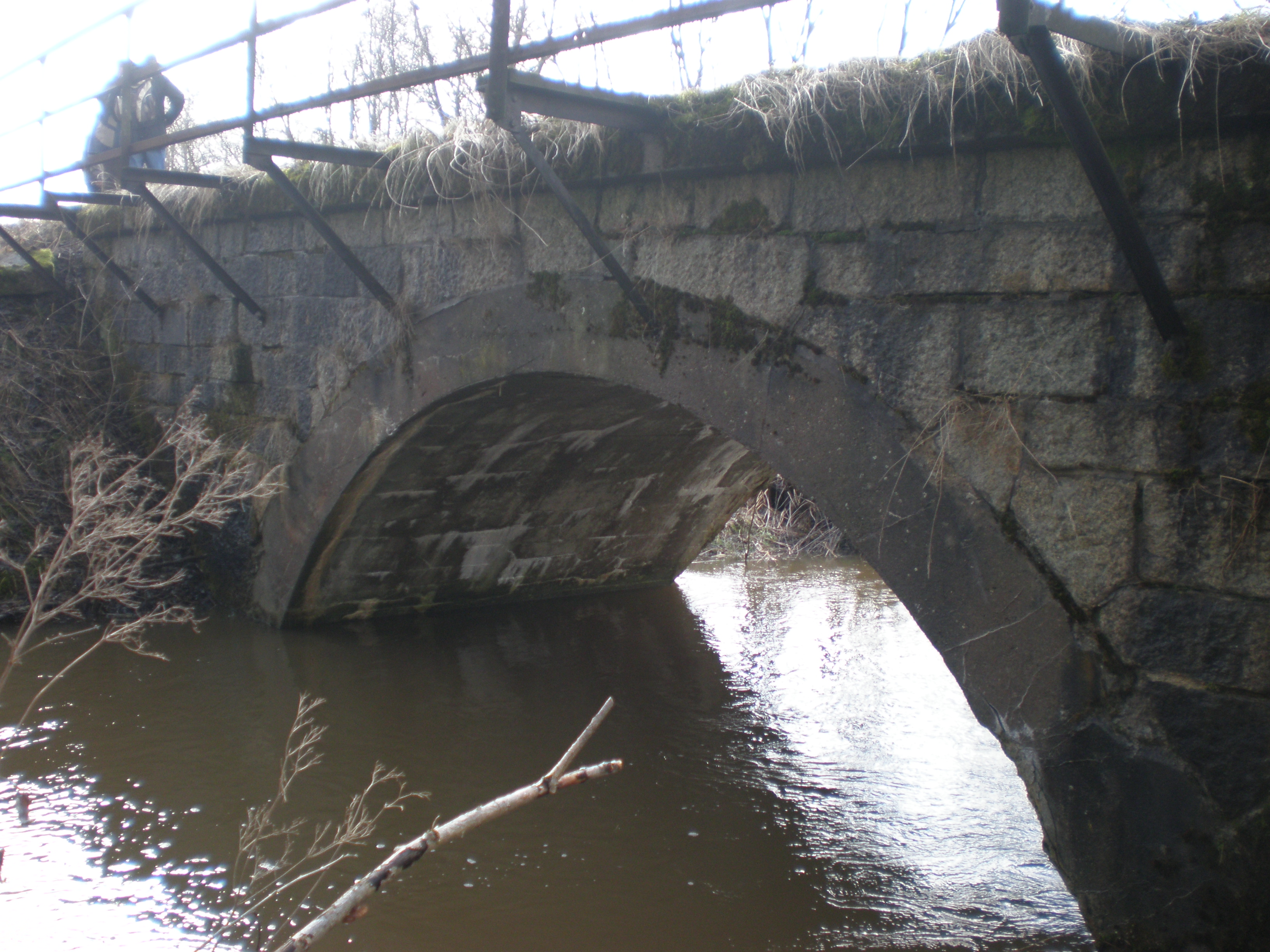
Bahnbrücke bei Sparneck

Bereits im Jahr 1848 erhielt Münchberg Anschluss an die Ludwig-Süd-Nord-Bahn. Das ursprünglich im toskanischen Stil geplante Bahnhofgebäude wurde, bedingt durch Einsparmaßnahmen, stark vereinfacht ausgeführt. Nach der Fertigstellung der Hauptstrecke begann der Bau von Nebenbahnen und so konnte bereits am 1. Juni 1887 die Strecke Münchberg-Helmbrechts dem Verkehr übergeben werden. Neun Jahre vorher war die Planung der Fichtelgebirgsbahn, die neben Wunsiedel, Weißenstadt, Kornbach und Tannenreuth auch Zell und Sparneck berühren sollte, bevor sie in Münchberg in die Hauptlinie übergegangen wäre, wegen zu hoher Kosten und zu geringen Einnahmen verworfen worden. Einen Fortschritt brachten ab dem 1. April 1886 Karriolpostfahrten von Sparneck nach Münchberg, die den Einwohnern der Landgemeinde den Anschluss an Früh- und Mittagszüge in Münchberg ermöglichten. Wenige Jahre später richtete auch die Gemeinde Zell Kutschfahrten ein; die Kutschen wurden bald darauf durch von Pferden gezogene Omnibusse ersetzt. Mit 70 Pfennig war eine Fahrt im Jahr 1886 aber relativ teuer, deshalb waren die Karriolkutschen nicht für den allgemeine Personentransport geeignet. Bald regte sich in der Bevölkerung der Wunsch nach einer Eisenbahnlinie von Münchberg über Sparneck, Reinersreuth und Zell und so wurde am 24. Februar 1889 ein Eisenbahnkomitee in Sparneck einberufen, dem acht Vertreter aus Münchberg, neun aus Sparneck, acht aus Zell und je einer aus Reinersreuth und Immerseiben angehörten. Den Vorsitz hatte der damalige Münchberger Bürgermeister, Friedrich Schoedel.

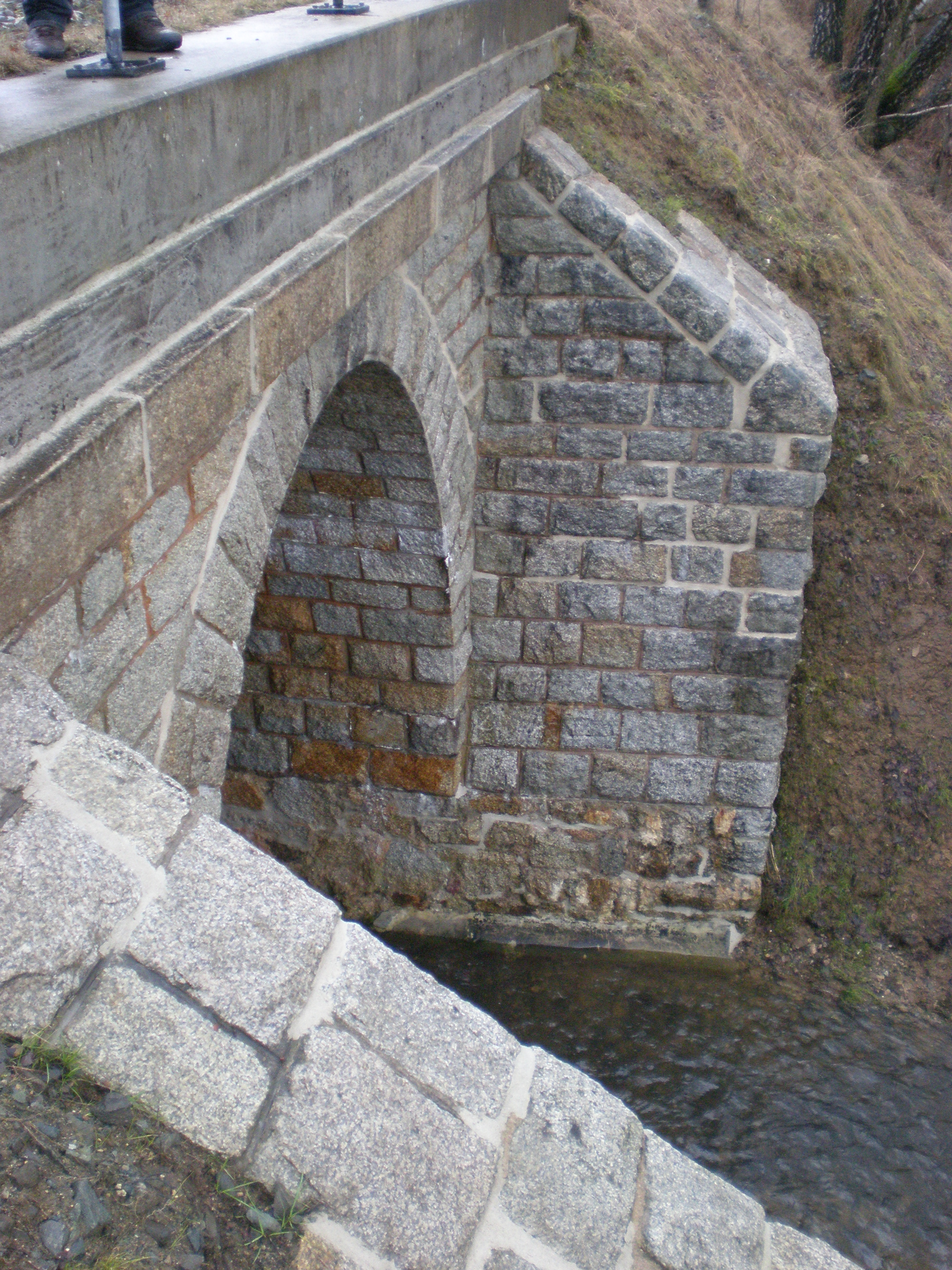
Bahnbrücke über den Käsbach bei Münchberg

Auf einer Versammlung am 10. März in Zell, der auch der damalige Landtagsabgeordnete Schmidt aus Helmbrechts und der königliche Bezirksamtmann Blaß beiwohnten, beantragte auch Weißdorf die Aufnahme in die Planungen. Der Bitte wurde nach anfänglichem Zögern des Sparnecker Bürgermeisters, der durch die notwendige Verlängerung höhere Frachtkosten auf die Gemeinden zukommen sah, einstimmig entsprochen. Ein erster Antrag des Stadtmagistrats Münchberg und der Gemeinden Zell, Sparneck und Weißdorf an das Königliche Staatsministerium des Königlichen Hauses und des Äußeren vom 18. März 1889 wurde abgelehnt.
Nachdem auch weitere Bittschriften in den folgenden zwei Jahren abgelehnt worden waren, wäre man zwischenzeitlich sogar bereit gewesen, die Bahn, auch auf Initiative der ortsansässigen Unternehmen, als Privatprojekt der Gemeinden zu verwirklichen. Auch die vorerst letzte Bittschrift vom 1. Oktober 1895 blieb erfolglos. Erst vier Jahre später wurde die Strecke Münchberg–Zell unter laufender Nummer 17 (§§ 85–88) in den Lokalbahngesetzentwurf aufgenommen und ein halbes Jahr später, am 10. März 1900, der Bau der Strecke genehmigt.

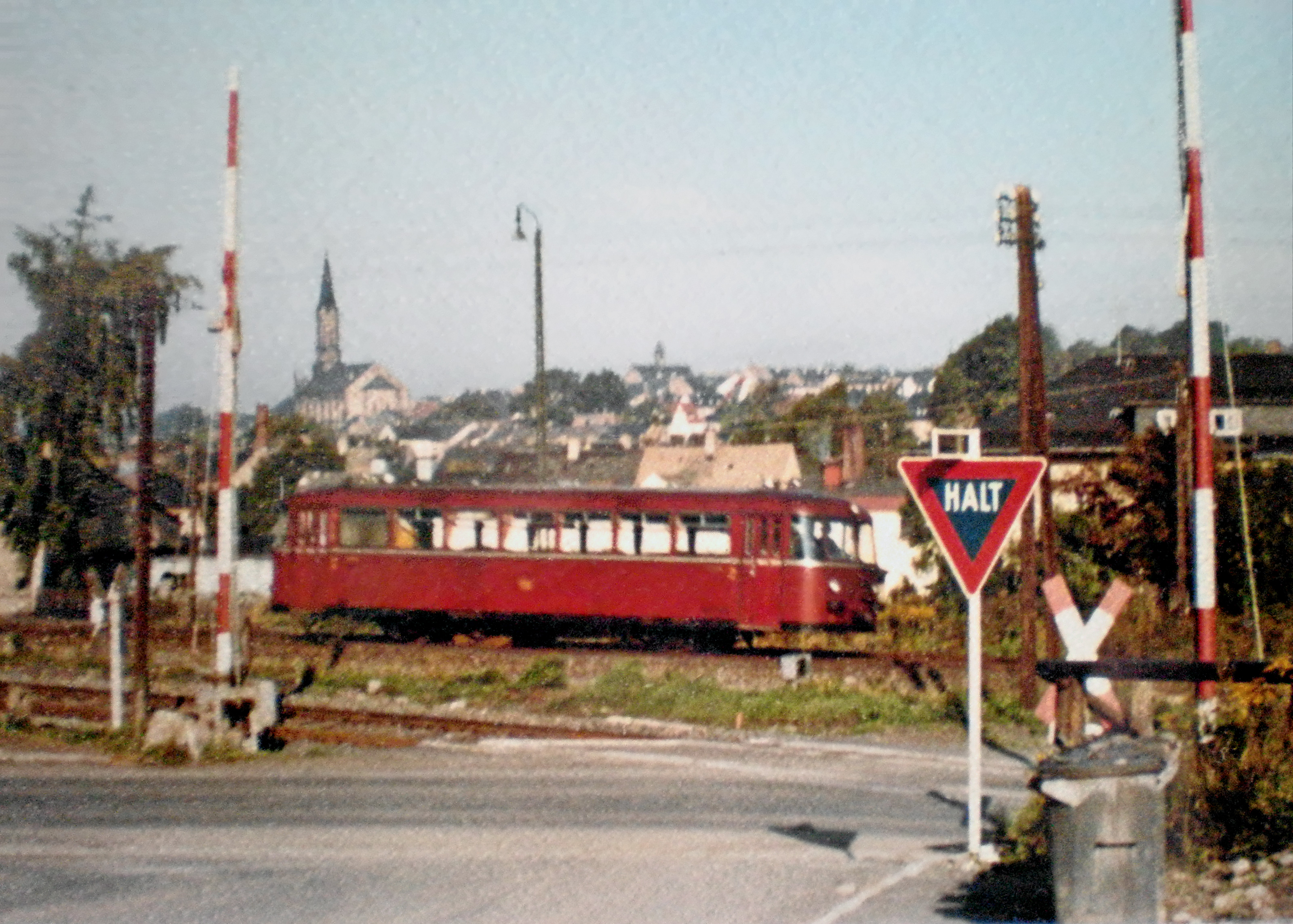
Bahnübergang Kirchenlamitzer Straße in Münchberg – im Hintergrund auf der Hauptbahn ein Schienenbus der Baureihe VT 95 in Richtung Hof

Noch am selben Tag schickte der Münchberger Stadtschreiber Ludwig Zapf, der seinerzeit erstmals in der Münchberg-Helmbrechtser Zeitung den Bau einer Bahn angeregt hatte, ein Telegramm von Münchberg aus nach Sparneck, Weißdorf und Zell mit den Worten: „Bahn genehmigt. Flaggen heraus! Musik! Umzug.“ Aus Zeitungsartikeln dieser Zeit geht hervor, dass die Nachricht in den Gemeinden mit Freudenschüssen, Fackelumzügen, Beflaggung und Läuten der Kirchenglocken gefeiert wurde. Im August 1901 fanden erste Vermessungen statt, bevor man am 10. September mit den Bauarbeiten begann. Der Unterbau wurde bereits im Februar 1902 fertiggestellt und es konnte mit dem Verlegen der Gleise begonnen werden. Knapp ein halbes Jahr später, am 7. September 1902, war die Trasse für Arbeitszüge befahrbar und wurde am 14. Oktober für die erste Testfahrt freigegeben. Drei Tage später fanden erste Freifahrten für die Bevölkerung statt. Am 18. Oktober 1902 wurde die Strecke mit dem Zug um 5:08 Uhr ab Zell offiziell in Betrieb genommen.
Vier Jahre später, am 31. Dezember 1906, wies das Projekt einen Fehlbetrag von 1985 Mark auf. In den folgenden Jahren verlief der Betrieb bis auf einige kleinere Störungen reibungslos. So musste im Winter 1941 der Betrieb wegen großer Schneeverwehungen eingestellt werden, ebenso, als am 14. April 1945 die Brücke über die Kirchenlamitzer Straße gesprengt worden war.
Im November 1954 wurden erstmals Schienenbusse der Baureihe VT 95 auf der Strecke eingesetzt, wodurch sich das Ende des Dampfbetriebes ankündigte. Dennoch fand erst am 29. September 1962 die letzte Fahrt mit einer Dampflokomotive statt. Die bis dahin eingesetzte Lok 64 239 wurde durch die Dieselbaureihe V 100 ersetzt.

Schriftzug über dem Warteraum in Weißdorf

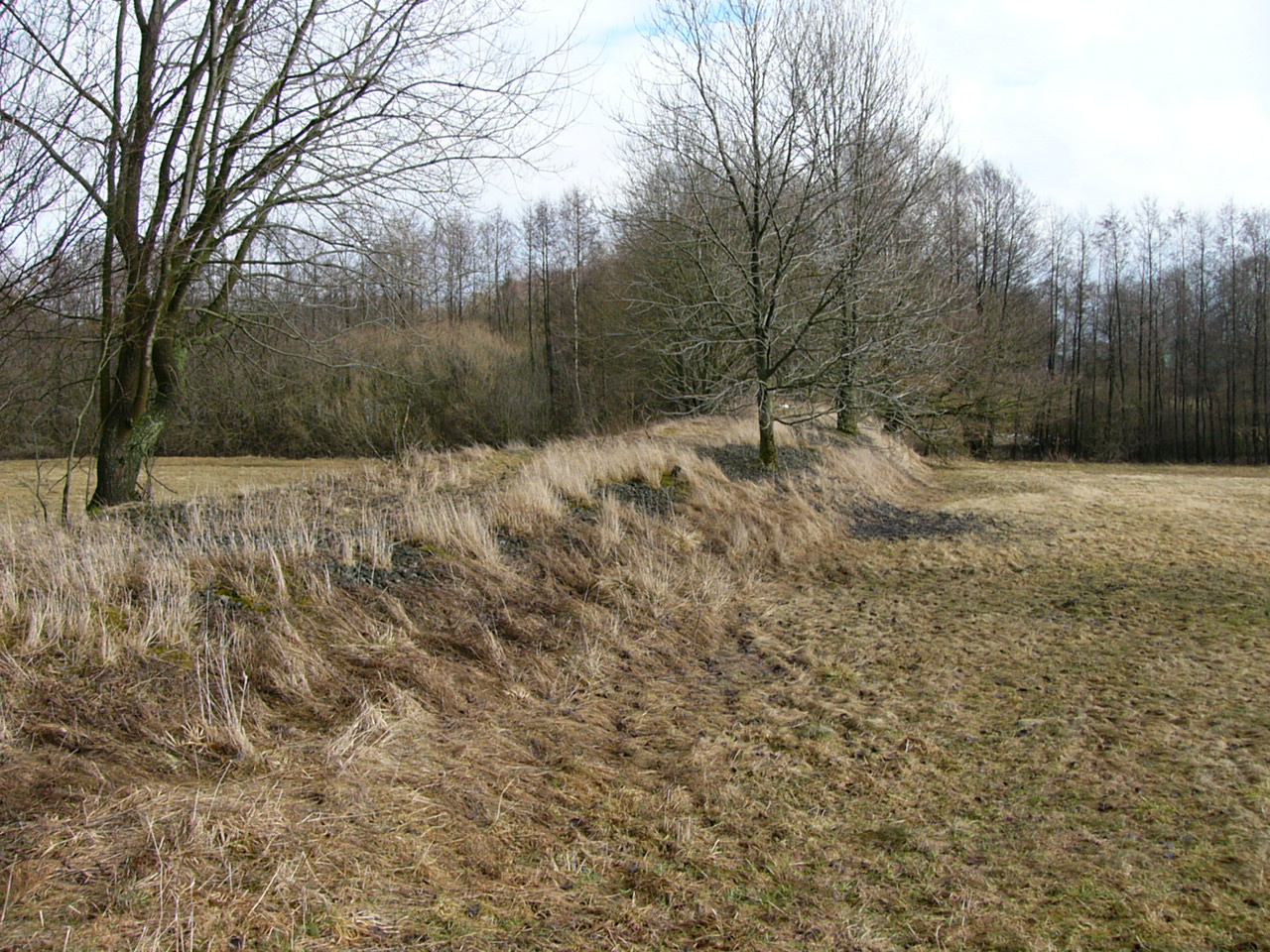
Deutlich sichtbarer Anstieg der Trasse im Gelände

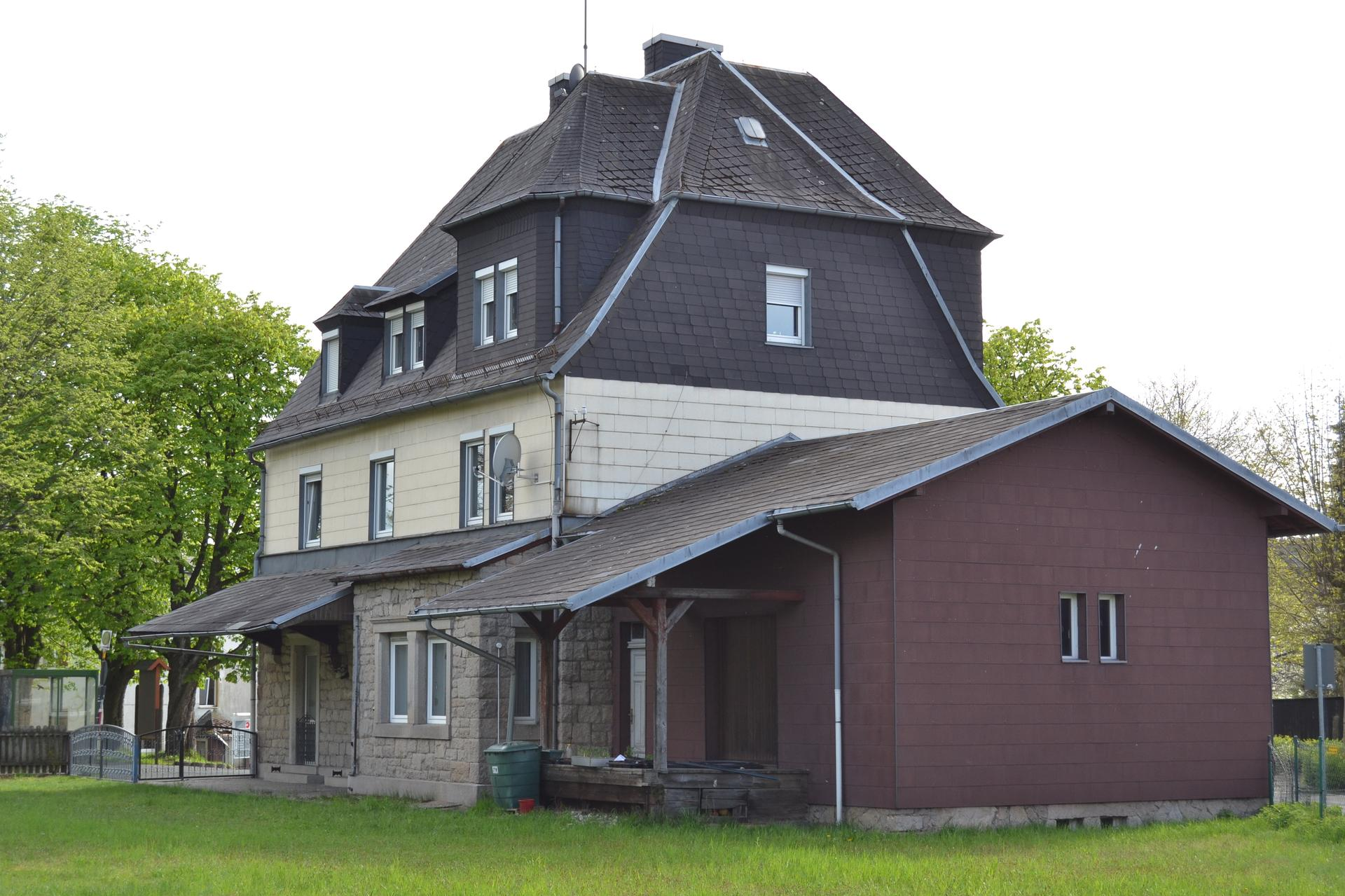
Empfangsgebäude des ehemaligen Bahnhofs in Zell

1971 wurde mit Passagierzählungen, um den Bedarf an Bussen nach der Betriebseinstellung errechnen zu können, begonnen. Am 25. September 1971 fuhr ein letzter Personenzug, der durch Initiative des Hofer Eisenbahnclubs noch einmal, mit einer Dampflokomotive der Baureihe 86 bespannt, von Zell nach Münchberg. Die Streckenstilllegung wurde mit einem zu hohen Kostenaufwand (ca. 1 Million Mark) für den Unterhalt der Strecke begrüntet. Die Bahntrasse wurde zunächst als Streckenrangiergleis weiterbenutzt. Durch die Umsetzung eines 20-Tonnen-Verladekrans von Schwarzenbach nach Münchberg wurde die Verladung der Granitblöcke von Reinersreuth in den Bahnhof Münchberg verlegt werden und die Bahn verlor vollständig den Nutzen. Das Bemühen der neugegründeten Lokalbahn-Arbeitsgemeinschaft Fichtelgebirge-Frankenwald, die Strecke als Museumsbahn zu erhalten, verliefen im Sand. Die Gleise zwischen dem Streckenkilometer 1,7 und Zell wurden vom 21. August bis 8. September 1972 zurückgebaut. Der ehemalige Bahndamm verfällt zunehmend und ist stellenweise durch Flurbereinigungsmaßnahmen oder durch private Neubauten fast vollständig verschwunden. Im Juni 1981 beschloss Sparneck den Abriss des Empfangsgebäudes. Von ihm ist blieb das ehemalige, aus Granit gearbeitete Bahnhofsschild übrig. In den Bahnhöfen in Zell und in Weißdorf sind Wohnungen untergebracht. Der Haltepunkt Eiben und das Unterstellhäuschen in Reinersreuth sind verschwunden, ebenso wie der Bahnhof in Sparneck.

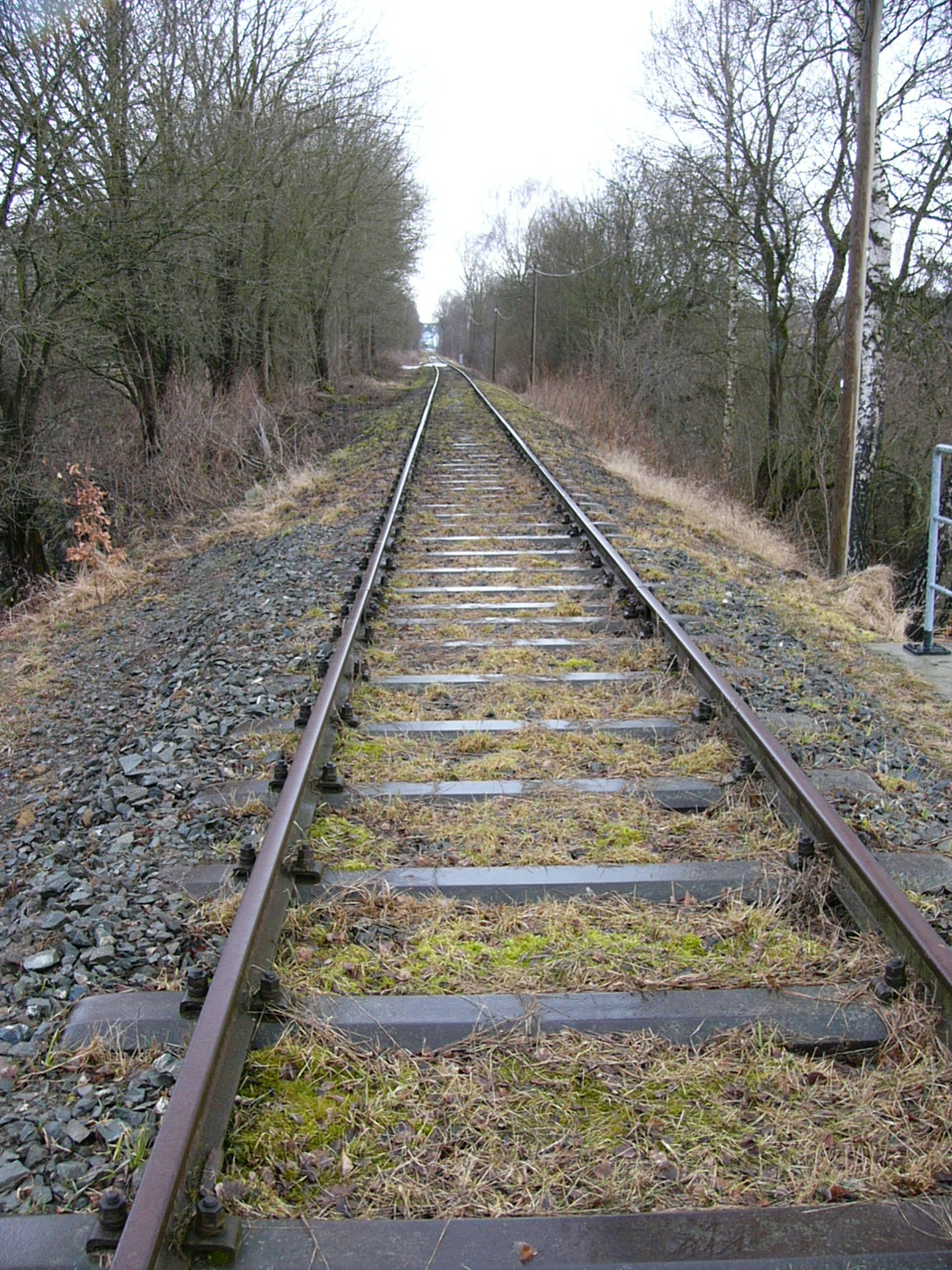
Erhaltenes Teilstück von Münchberg Bahnhof zum Umspannwerk

Das Streckenstück bis Kilometer 1,7 blieb als Firmengleis für das Umspannwerk in Mechlenreuth erhalten. 1973 wurde darauf ein Transformator in das Werk geliefert. Beim Bau der Münchberger Südumgehung (Bundesstraße 289) 2001 wurde zunächst kein Bahnübergang eingebaut, sondern für Transporte in das Umspannwerk Mechlenreuth die Straße für mehrere Tage gesperrt, die verschütteten Gleise vor dem Transport ausgegraben und danach die Straße wieder neu aufgebaut. Am 11. Oktober 2018 befuhr erstmals nach vielen Jahren wieder ein Zug das Reststück der Strecke. Es wurde ein Trafo zum Umspannwerk geliefert und eigens dafür die Strecke wieder befahrbar gemacht. Am 30. August 2022 entgleiste ein leerer Tragschnabelwagen und beschädigte das Gleis stark. Zwischen März und Juni 2024 ließ der Eigentümer Tennet das Gleis einschließlich des Bahnübergangs der Kirchenlamitzer Straße auf gesamter Länge erneuern und erstmals einen Bahnübergang in die Südumgehung einbauen.

## Lokomotiveinsatz
Von 1902 bis mindestens 1906 war die D XI auf der Strecke unterwegs, die später vom berühmten Glaskasten abgelöst wurde. Diese für den Einmannbetrieb gebaute Maschine bewältigte bis mindestens 1923 den Gesamtbetrieb auf der Strecke. Bis 1935 setzte man dann die GtL 4/4 ein, die schließlich durch Einheitsdampfloks der Baureihe 64 abgelöst wurden. Dieser Loktyp war bis zur Einstellung des Dampfbetriebes im Jahr 1962 auf der Strecke im Einsatz. Nach der Einstellung des Dampflokbetriebs bewältigten Dieselloks den Betrieb. Bis 1972 waren sowohl die Loks des Typs V 100, wie auch Exemplare der Baureihe VT 95, die bereits während der 50er Jahre eingesetzt waren, auf der Strecke unterwegs.

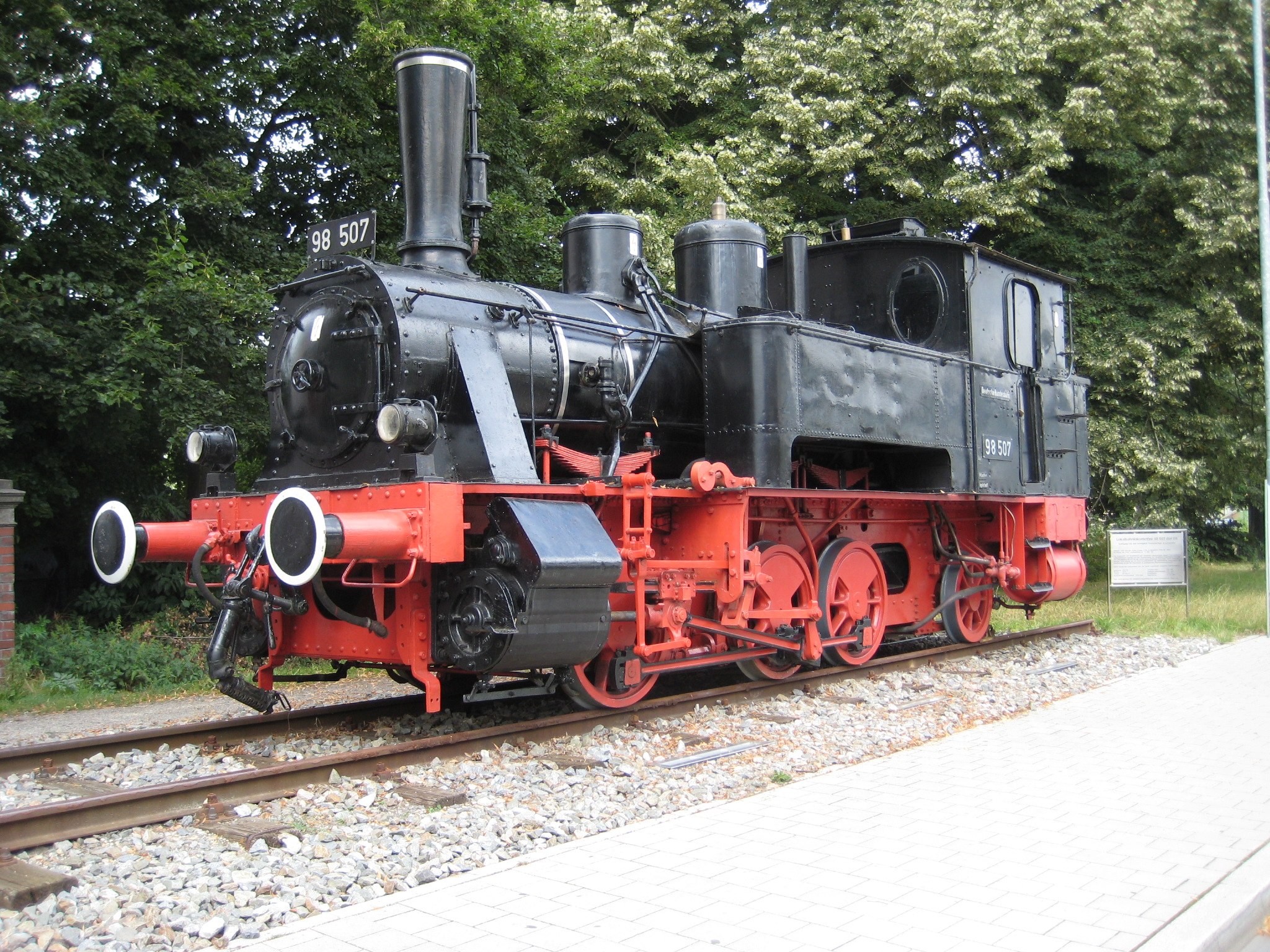
Typ D XI
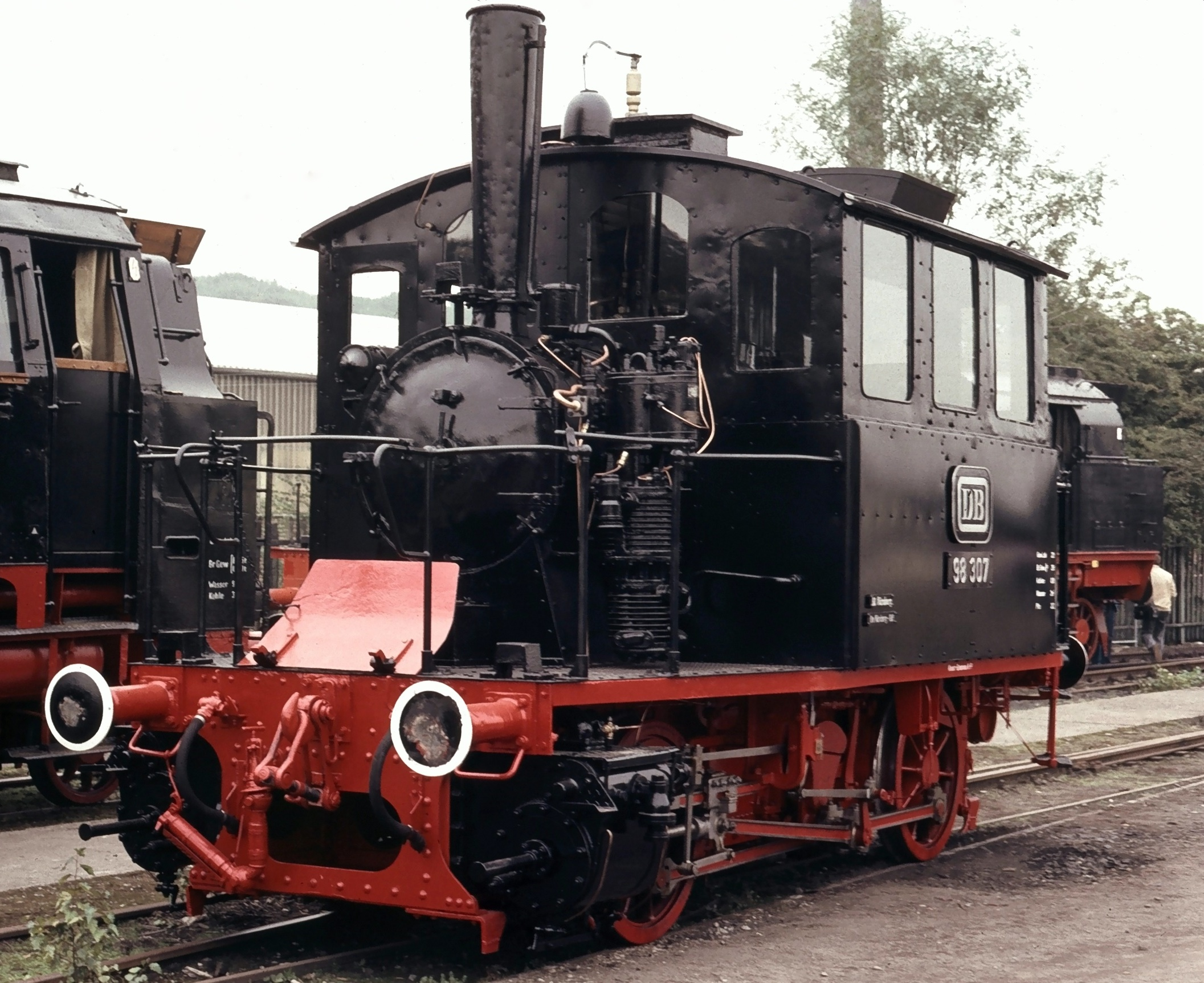
Glaskasten
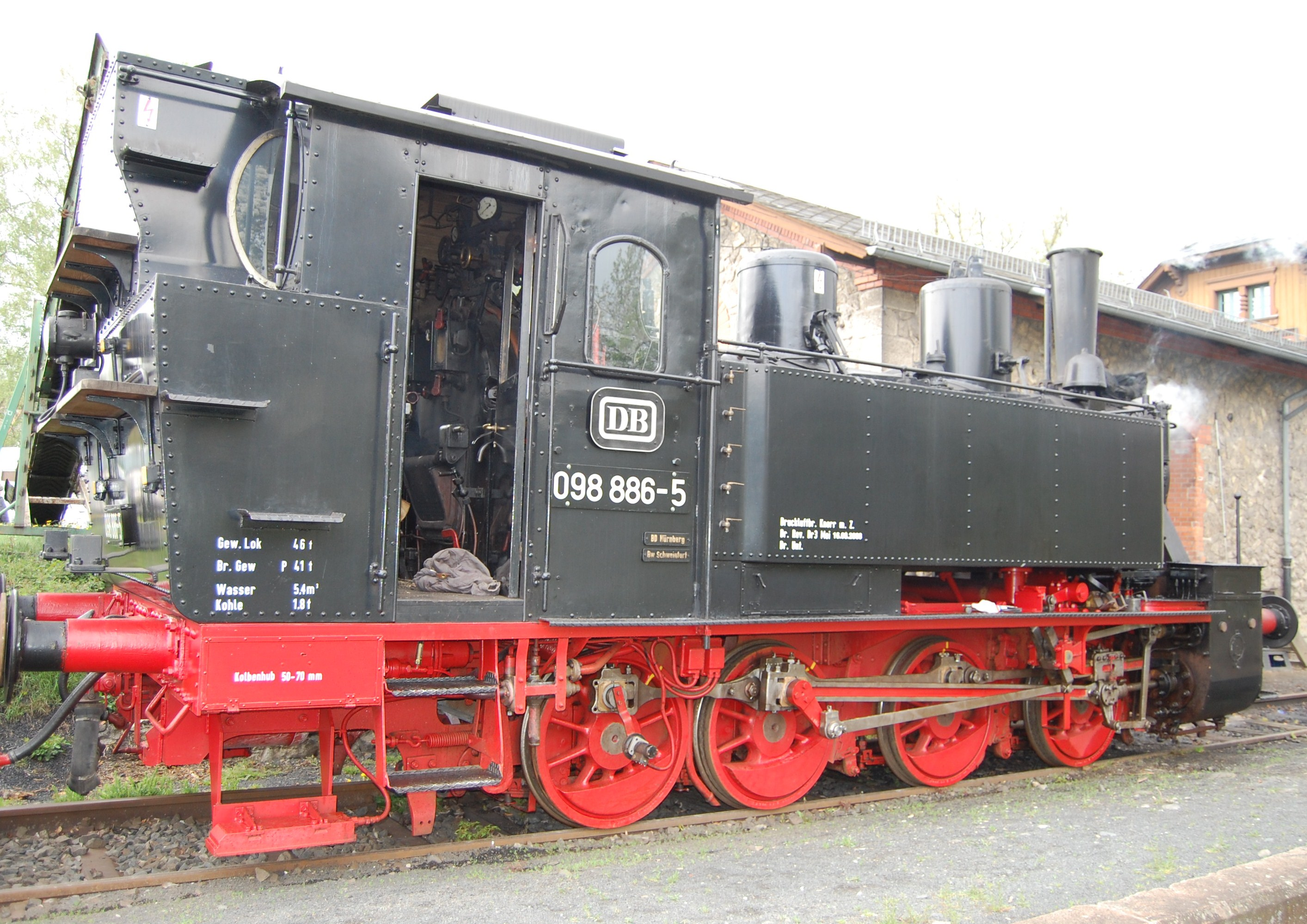
Bayerische GtL 4/4
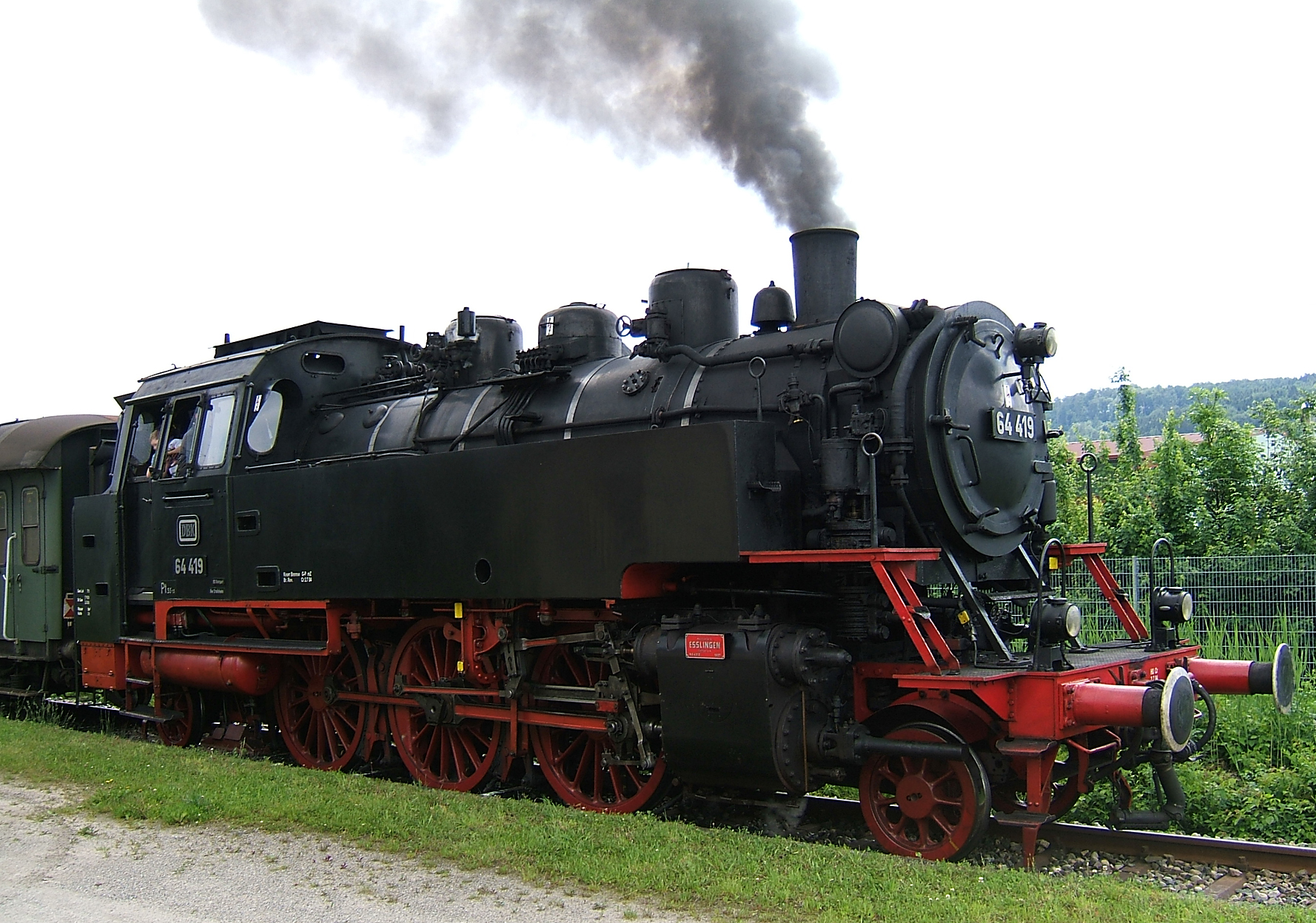
Baureihe 64
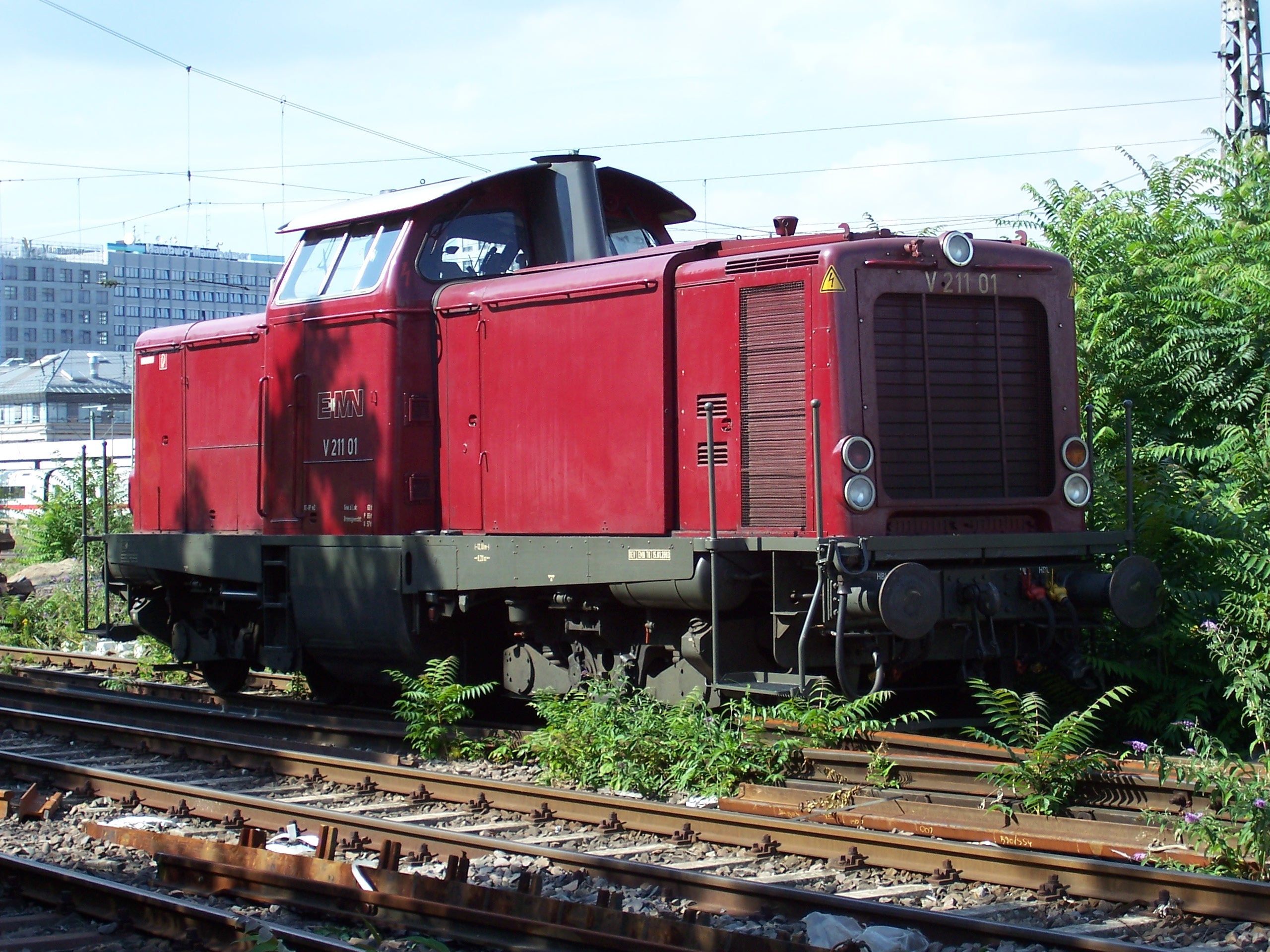
Baureihe V 100
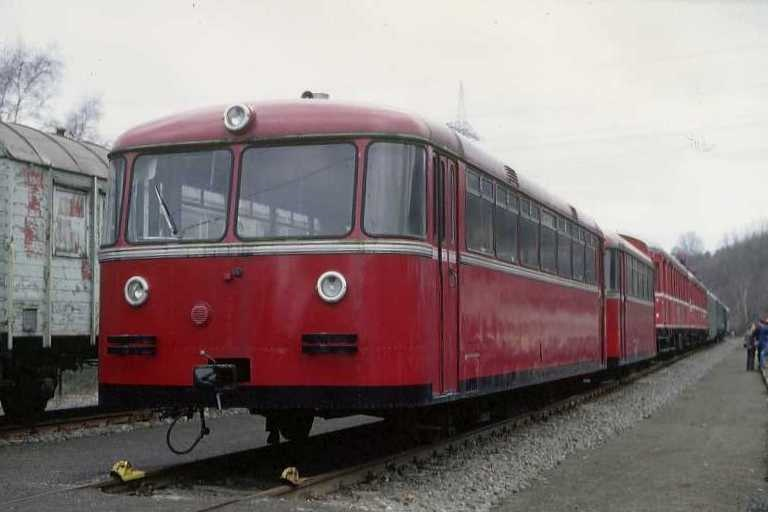
Baureihe VT 95

## Hochbauten der Lokalbahn
Da man für die zeitgleich erbaute Strecke Falls-Gefrees bereits Pläne für ein in Massivbauweise ausgeführtes Bahnhofsgebäude erarbeitet hatte, wurden diese auch auf der Strecke Zell-Münchberg für die Gebäude in Weißdorf und Sparneck übernommen. Zusätzlich erhielt jede Station noch ein separates Aborthäuschen. An der Endstation in Zell wurden ein Hauptgebäude mit Ladehalle und Wartesaal, ein Nebengebäude mit Abortanlagen, sowie eine Lokremise errichtet. Die Haltestelle Reinersreuth erhielt ein hölzernes Wartehäuschen, wohingegen der Haltepunkt Eiben nur über eine Sitzbank verfügte, die in das Stationsschild integriert worden war. In den Folgejahren nach der Stilllegung der Strecke wurden einige der Gebäude abgebrochen, so noch in den 70er Jahren die Toilettenhäuschen in Zell, Sparneck und Weißdorf. Ihnen folgte das Unterstellhäuschen in Reinersreuth. Den Abschluss bildete der Abbruch des Bahnhofgebäudes in Sparneck im Jahr 1982.

Lokremise in Zell heute
Wartehäuschen in Reinersreuth kurz vor dem Abriss
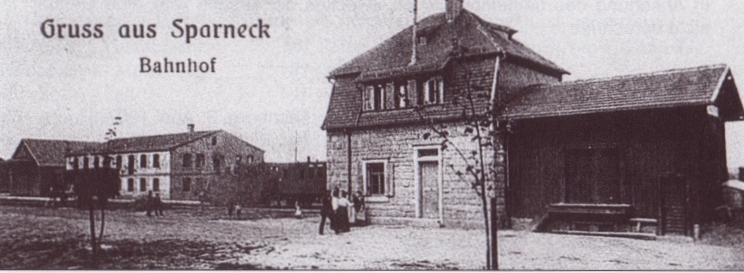
Bahnhof in Sparneck um 1905
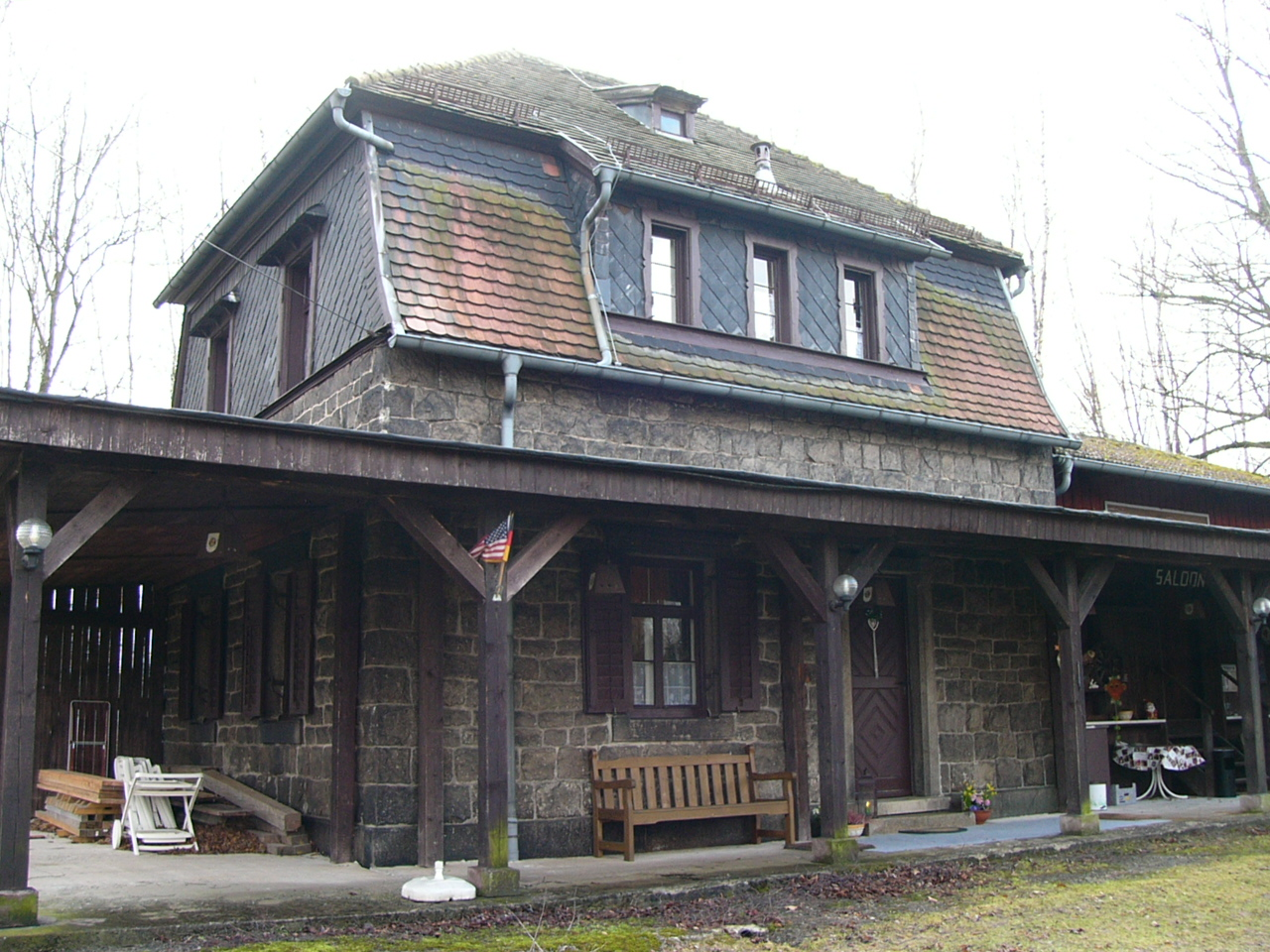
Weißdorfer Bahnhof, heute Privatbesitz
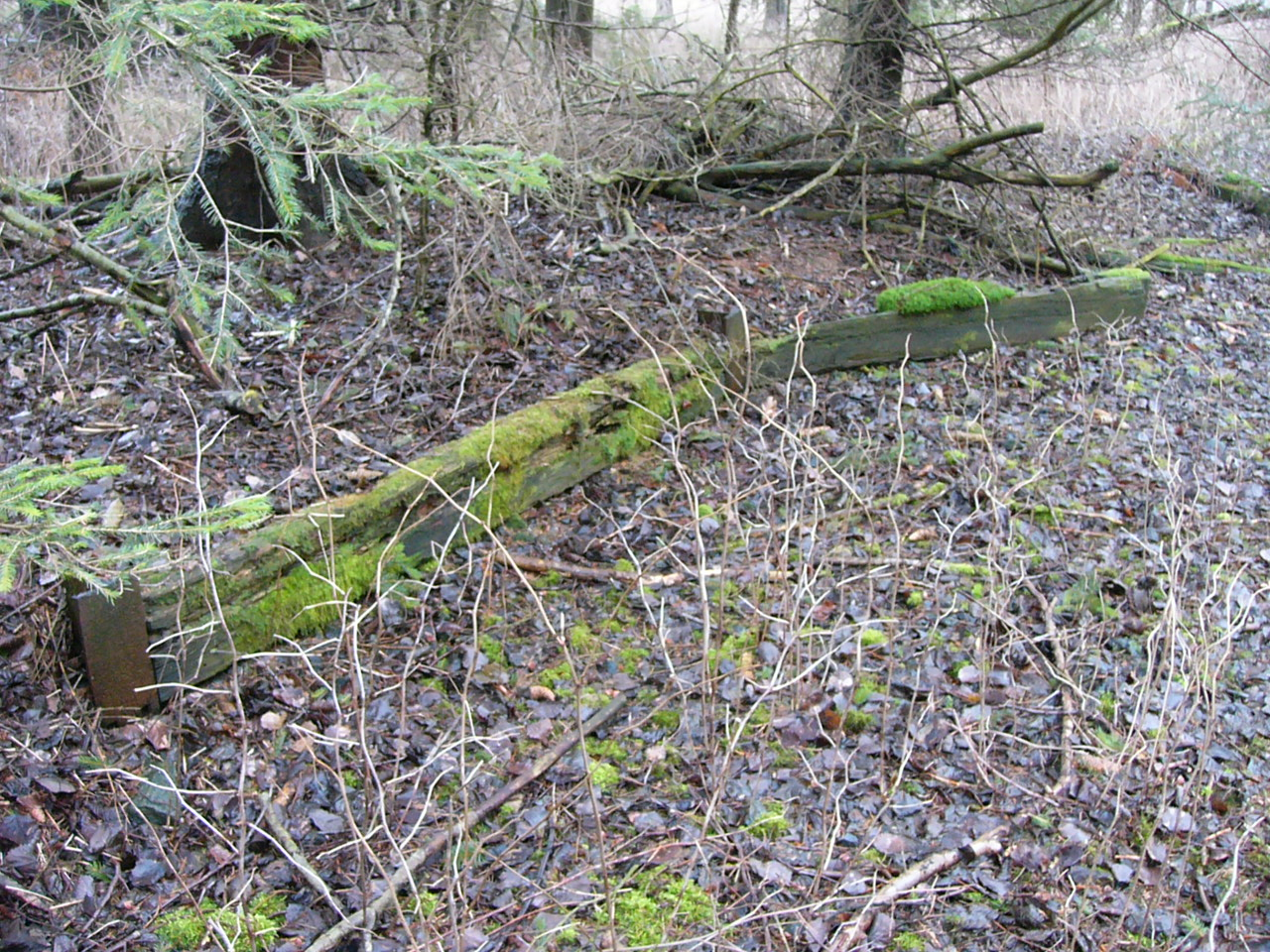
Überreste der Haltestelle Eiben im Wald
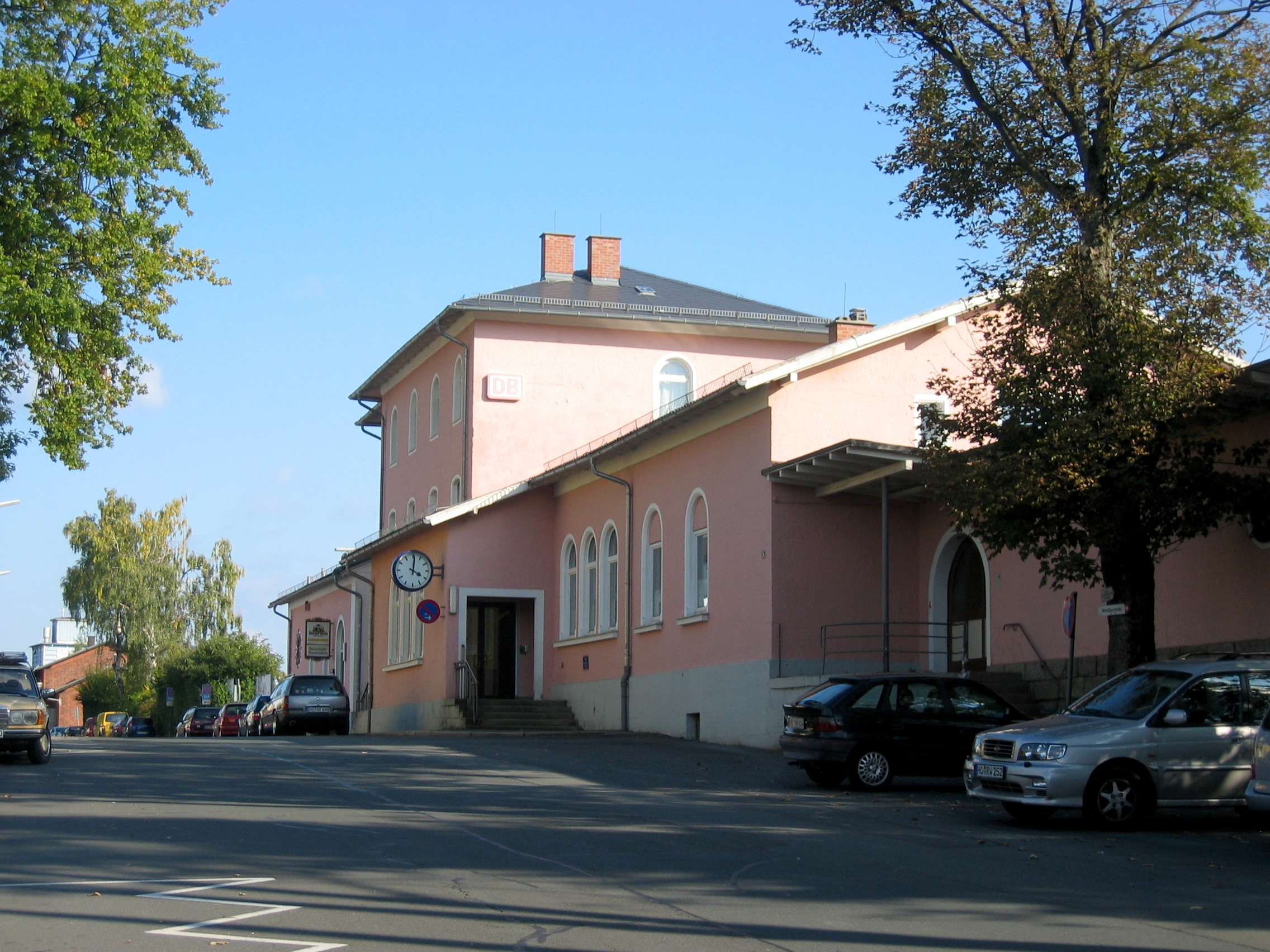
Der Münchberger Bahnhof

## Reinersreuther Granitwerke

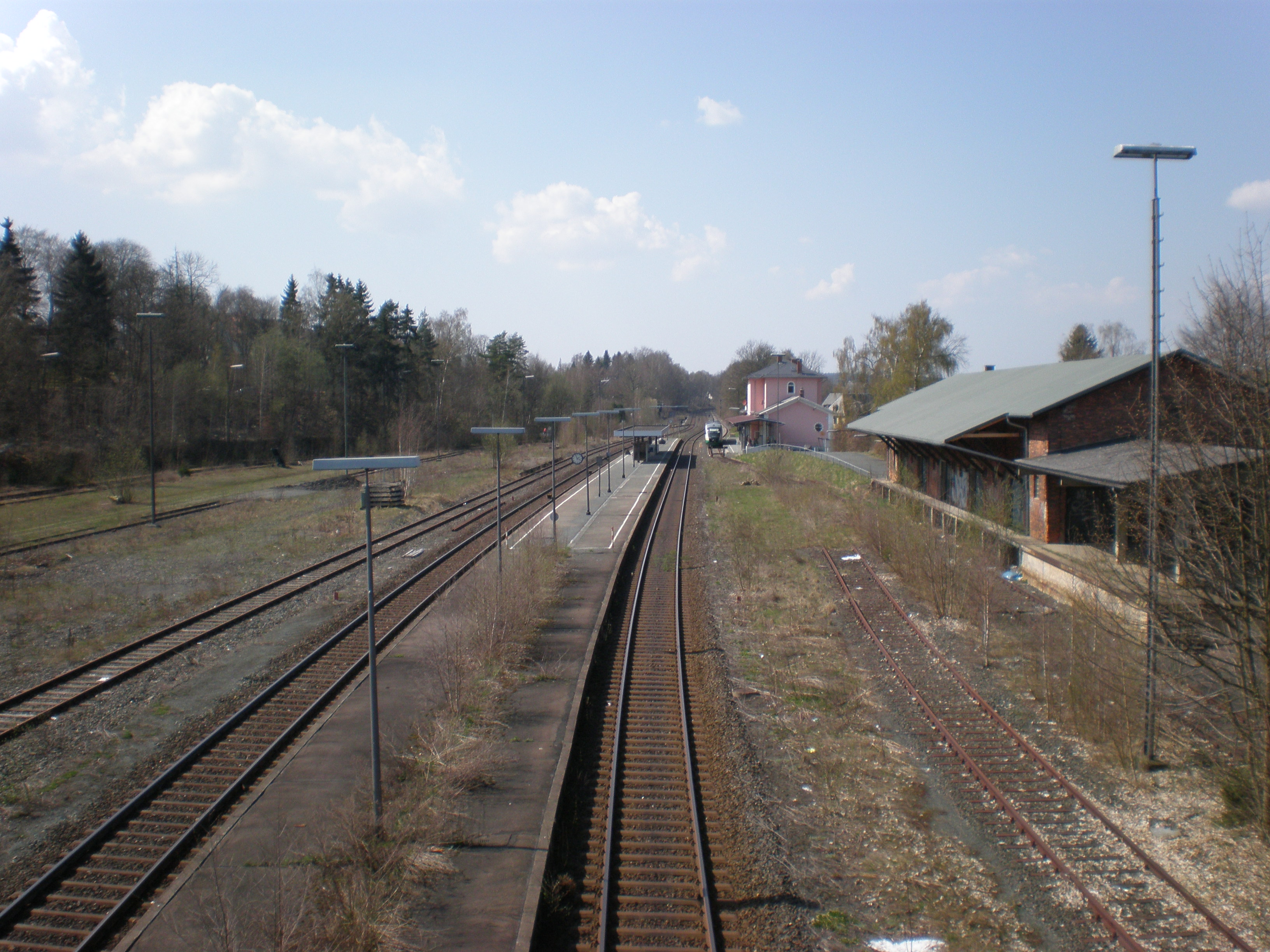
Bahnhofsgelände in Münchberg (2009)

Für die Granitwerke in Reinersreuth brachte die Lokalbahn einen großen wirtschaftlichen Nutzen, mussten doch vorher die geschliffenen Granitblöcke auf unzureichend ausgebauten Wegen nach Münchberg transportiert werden. Auch wenn man bei der Planung der Strecke versuchte, möglichst nahe an die Werke in Reinersreuth heranzukommen, musste doch noch ein 582 Meter langes Industriegleis mit eingeplant werden, um auf das Werksgelände einfahren zu können. Das Werk hatte selbst für die Einhaltung der Sicherheitsvorschriften zu sorgen, was bedeutete, dass der notwendige Sperrbalken wie auch die beiden Bahnübergänge nur von ausgebildeten Mitarbeitern geschlossen und geöffnet werden durften. Ein Läutsignal sorgte außerdem für Sicherheit. Auch nach Stilllegung der Strecke blieb sie auf der gesamten Länge als Firmengleis der Granitwerke erhalten. Auf diese Weise konnte das Werk bis Mai 1972 bedient werden. Dafür wurden die Wagen zuerst auf das Anschlussgleis geschoben und dort mittels einer Seilwinde zum Verladegleis gezogen. Die Lokomotive konnte die beladenen Wagen dann abholen und in Richtung Zell ziehen. Dort erst konnte man umspannen und die Lok an die richtige Seite des Zuges Rückweg nach Münchberg setzen. Der Bahnhof Münchberg, damals mit insgesamt fünf Durchfahr- und acht Nebengleisen ausgestattet, hat heute nur noch ein Kopfgleis für den Bahnverkehr Richtung Helmbrechts und zwei Durchfahrgleise. Die Anschlussgleise nach Zell dienen noch als Abstellgleise.